# Roberto Conde
Carlos Roberto Conde Carreras (Montevideo, 7 de setiembre de 1952) es un político uruguayo perteneciente al Frente Amplio.

## Trayectoria
Inició su actividad política en octubre de 1970 en el Partido Socialista del Uruguay, Frente Amplio.
Ha sido miembro de los más altos organismos de dirección de estas organizaciones desde 1995: Mesa Política Nacional del Frente Amplio y Comité Central del Partido Socialista.
Hasta 1999 trabajó en la administración y gerenciamiento en el área industrial de la actividad privada.
En 1999 es electo diputado y reelecto en 2004 y 2009.
Desde 2001 a 2005 fue Secretario General del Partido Socialista del Uruguay.
En el ámbito parlamentario ha integrado diversas comisiones: Presupuesto Público, Hacienda, Comisión Especial de Investigación sobre Pobreza en Uruguay y la Comisión de Asuntos Internacionales.
Desde 2003 integró la Comisión Parlamentaria Conjunta del MERCOSUR, que recibió en 2005 el mandato de los Presidentes de los Estados Parte de constituir el parlamento del Mercosur.
Participó del proceso constitutivo que culminó con la instalación del parlamento del Mercosur en el año 2007, en su sede de Montevideo. Integró la mesa directiva de este Parlamento por el período 2007-2008, y ha sido su Presidente hasta el 31 de diciembre de 2007.
Además de los temas propios de sus cargos parlamentarios y de dirección partidaria, se ha ocupado de los temas del desarrollo, las relaciones internacionales, la integración regional y la economía social.
El 1 de marzo de 2010, es nombrado subsecretario de Relaciones Exteriores de Uruguay.
Desde el 14 de mayo de 2013 asume como titular de una banca en el Senado, debido a la renuncia de Mónica Xavier que decide abandonar dicha banca para ejercer únicamente como presidenta del Frente Amplio.
El 22 de diciembre de 2014 renuncia a su banca en el senado luego de haber presentado renuncia a su calidad de afiliado al Partido Socialista del Uruguay.
En 2016 participa como candidato a la Presidencia del Frente Amplio en las elecciones internas para elegir a las autoridades de la coalición de izquierda, no resultando electo para el cargo.
De cara a las elecciones parlamentarias de octubre de 2019, Conde encabezará la plancha al Senado del Partido por la Victoria del Pueblo.